# Exopristoides hypecoi
Exopristoides hypecoi is een vliesvleugelig insect uit de familie Torymidae. De wetenschappelijke naam is voor het eerst geldig gepubliceerd in 2004 door Zerova & Stojanova.